# Відносини Філіппіни — Європейський Союз
Європейський Союз і Філіппіни мають дипломатичні, економічні, культурні та політичні відносини. Європейський Союз надав Філіппінам мільйони євро для боротьби з бідністю та боротьби з тероризмом проти терористичних груп на півдні Філіппін. Європейський Союз також є третім за величиною торговим партнером Філіппін. На Філіппінах проживає понад 30 000 європейців, і це не враховуючи іспанців.

## Двосторонні відносини
Європейський Союз і Філіппіни підготували більш всеосяжну двосторонню угоду, яка ще більше посилить діалог, співпрацю та дії в їхньому партнерстві, зокрема в питаннях міграції. У Європі налічується понад 900 000 філіппінців. Філіппіни експортують до Європейського Союзу: кокосове масло, електронні мікрокомплекти, електричні та електронні машини, обладнання, напівпровідникові пристрої, накопичувачі, статичні перетворювачі, інші гальма та сервогальма та їх частини, а також цифрові монолітні інтегральні схеми.
Зв'язки між ЄС та Філіппінами погіршилися після війни з наркотиками на Філіппінах, яку очолив президент Родріго Дутерте. У вересні 2016 року у відповідь на зростання жертв та позасудових вбивств Європейський парламент висловив занепокоєння з приводу «надзвичайно великої кількості вбитих під час поліцейських операцій... у контексті посиленої кампанії по боротьбі зі злочинністю та наркотиками». У резолюції, прийнятій ЄС, він закликав уряд розслідувати зловживання, «у повній відповідності з національними та міжнародними зобов’язаннями та повагою до прав людини» і стверджував, що «Президент Дутерте неодноразово закликав правоохоронні органи та громадськість вбивати підозрюваних». наркоторговців, які не здалися, а також наркоманів». Вони також стверджували, що «президент Дутерте публічно заявив, що не буде переслідувати офіцерів правоохоронних органів і громадян, які вбивали наркодилерів, які чинили опір арешту». 
У відповідь президент Дутерте накинувся на політиків ЄС, виділяючи тих із Сполученого Королівства та Франції, називаючи їх «лицемірами» та звинувачуючи їх у відповідальності за тисячі смертей їхніх предків під час колоніального періоду. Піднявши вгору середній палець, Дутерте заявив, що сказав політикам ЄС: «До біса. Ви робите це лише для спокутування власних гріхів» і «Вони не хочуть безпечних Філіппін. Вони хочуть, щоб ним керували злочинці. Ой, вибачте. Це ваша ідіотська думка». Дутерте також заявив, у відповідь на зростаючу міжнародну критику, що «ЄС тепер має сміливість засудити мене. Я повторюю це, 'fuck you'. 24 січня 2018 року 380 мільйонів P (6,1 мільйона євро) допомоги, яку очолювала адміністрація колишнього президента Нойной Акіно через угоду, була офіційно відхилена та заблокована президентом Родріго Дутерте через переконання, що Філіппінам не потрібна допомога жодної країни. У тому ж місяці Дутерте привітав допомогу з Китаю, в обмін дозволив китайським дослідницьким судам зайти на Філіппінське піднесення. За даними опитування, крок Дутерте блокувати європейську допомогу не підтримали 70% філіппінців.

## Угода
Підписана угода охоплює легальну міграцію, морську працю, освіту та навчання. Угода також передбачає діалог і співробітництво з політичних питань, включаючи мирний процес у сфері торгівлі та інвестицій, таких як спрощення митних процедур та права інтелектуальної власності на правосуддя та безпеку. Після багатьох років переговорів під керівництвом президента Нойной Акіно угода про надання допомоги Філіппінам від ЄС була офіційно затверджена в 2018 році, однак була відхилена та заблокована президентом Родріго Дутерте, новим на той час чинним президентом, посилаючись на особисте ненависть до ЄС. ЄС розкритикував Дутерте за його смертельну війну з наркотиками, яка забрала життя понад 14 000 філіппінських підозрюваних у наркотиках менш ніж за 18 місяців, і ув’язнення опозиційного сенатора Лейли де Ліми через свідчення ґвалтівників, вбивць і наркоторговців, яких де Ліма відправив до в’язниці. коли вона була міністром юстиції. Сенатору було відмовлено у звільненні під заставу у справі, яка за філіппінськими законами була визнана під заставою.

## Торгівля
| Торгівля ЄС – Філіппіни у 2011 році | Торгівля ЄС – Філіппіни у 2011 році | Торгівля ЄС – Філіппіни у 2011 році | Торгівля ЄС – Філіппіни у 2011 році | Торгівля ЄС – Філіппіни у 2011 році |
| Напрямок торгівлі                   | Інвестиційний потік                 | Інвестиційні акції                  | Інше                                |                                     |
| ----------------------------------- | ----------------------------------- | ----------------------------------- | ----------------------------------- | ----------------------------------- |
| ЄС на Філіппіни                     | 9 мільярдів євро                    | 5 мільярдів євро                    | 1,1 мільярда євро                   |                                     |
| Філіппіни до ЄС                     | 7,9 млрд євро                       | 430 мільйонів євро                  | 1,7 млрд євро                       |                                     |

## Гуманітарна допомога
У грудні 2011 року Північний Мінданао був спустошений тропічним штормом Васі. Європейська комісія виділила 3 євро мільйонів (3,9 дол мільйонів) для надання екстреної допомоги людям, які постраждали від тропічного шторму «Ваші». У грудні 2012 року Європейська комісія надала 10 мільйонів євро (543 мільйони PH₱ ) для постраждалих від тайфуну Бофа, зокрема в провінціях Долина Компостела та Східний Давао на Мінданао. Після тайфуну Хайян в листопаді 2013 року Європейська комісія оголосила про пожертву в розмірі 3 мільйонів євро для постраждалих від тропічного шторму.

## Комерційна авіація
Філіппіни були серед країн, авіаперевізники яких заборонені в Європейському Союзі. Однак у 2013 році Європейський Союз скасував трирічну заборону на польоти авіакомпаній Philippine Airlines в його повітряний простір після того, як національний перевізник вирішив проблеми безпеки. Європейська комісія та Комітет з безпеки польотів задоволені діями, які вживають Управління цивільної авіації Філіппін та філіппінські авіаперевізники для вирішення невирішених проблем безпеки. У квітні 2014 року Європейський Союз зняв заборону на Cebu Pacific, зробивши його другою авіакомпанією на Філіппінах з наданими правами на польоти в повітряному просторі Європейського Союзу. Наступного року, у червні 2015 року, Європейський Союз оголосив, що заборону всіх філіппінських авіакомпаній було знято, виключивши країну зі списку.

## Занепад відносин
18 вересня 2020 року Європейський Союз вказав на відсутність прав людини на Філіппінах під час адміністрації Дутерте. Адміністрація зіткнулася з великою опозицією в міжнародному співтоваристві, оскільки вона запустила одну з найбільш суперечливих програм «Філіппінську війну з наркотиками». Програма призвела до зростання кількості позасудових вбивств (EJK), що викликало гнів місцевої та міжнародної аудиторії. Під час засідання Європейського Союзу парламент обговорив потенційні тарифи та санкції на торгівлю Філіппінами, що викликало переполох у Конгресі Філіппін. Прес-секретар президента Гаррі Роке звернувся до міжнародних послів в ЄС з проханням переконати їх, що стан філіппінського народу в порядку. Лідер Палати представників Алан Пітер Каєтано надіслав листа до Європейського Союзу, в якому заявляє про свою відданість міжнародній прихильності та визнанню суверенітету.